# Pyrogallol
Pyrogallol of 1,2,3-trihydroxybenzeen is een driewaardig alcoholderivaat van benzeen met als brutoformule C6H6O3. In zuivere toestand komt pyrogallol voor als witte naaldvormige kristallen, die aan de lucht blootgesteld snel grijsbruin kleuren. Pyrogallol is goed oplosbaar in water.
Pyrogallol is een sterke reductor, die met metaalionen een complex vormt. De stof absorbeert in een alkalische oplossing zuurstof uit de lucht. Als het in een alkalische oplossing voor langere tijd aan de lucht wordt blootgesteld ontleedt pyrogallol in onder andere koolstofdioxide en azijnzuur. Hierbij kleurt de oplossing donkerbruin en wordt steeds zuurder; vandaar wordt het ook wel pyrogalluszuur genoemd.

## Geschiedenis
Pyrogallol werd in 1786 voor het eerst bereid door Carl Wilhelm Scheele, door verhitting van galluszuur. Hij bepaalde ook de eigenschappen en gaf het de naam. De naam is afgeleid van het Griekse pyr (vuur) en gallol (galluszuur).

## Synthese
Pyrogallol kan eenvoudig bereid worden door de pyrolyse van galluszuur, onder afsplitsing van koolstofdioxide (decarboxylering). Het ontstaat ook bij de omzetting van tannines.

## Toepassingen
Pyrogallol werd gebruikt voor het vaststellen van de hoeveelheid zuurstof in verbindingen en het werd als ontwikkelaar voor foto's gebruikt, maar ook om eikenhout te beitsen.

## Toxicologie en veiligheid
Pyrogallol is schadelijk voor de gezondheid. Het is irriterend voor de huid, ogen en luchtwegen. De stof wordt geabsorbeerd door de huid en kan allergische reacties veroorzaken. Pyrogallol is zeer schadelijk voor in het water levende organismen.